# "C" Device

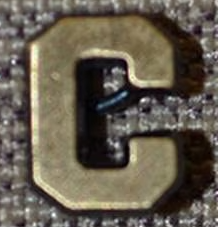
"C" device

Le "C" Device (dispositif "C") ou Combat Device(dispositif de combat ), est un C miniature en bronze qui peut être placé sur certaines récompenses individuelles pour souligner un service méritoire ou un accomplissement au combat. Créé le 15 mars 2017, l'insigne "C" est l'un des plus récents insignes militaires.

## Critères
Pour recevoir l'insigne "C", le soldat doit avoir accompli au moins l'une des actions suivantes :
(1) Avoir participé à une action contre un ennemi des États-Unis ;
(2) avoir participé à des opérations militaires impliquant un conflit avec une force étrangère opposée ; ou
(3) servir dans des forces étrangères amies engagées dans un conflit armé contre une forces armées adverses dans lequel les États-Unis ne sont pas une partie belligérante.
L'attribution de ce dispositif est rétroactive au 7 janvier 2016,.
Six distinctions sont autorisées pour l'attribution du "C" device, par ordre de préséance :
1. Army Distinguished Service Medal
2. Legion of Merit
3. Distinguished Flying Cross
4. Air Medal
5. Army Commendation Medal
6. Army Achievement Medal

Exemples d'images de récompenses autorisées
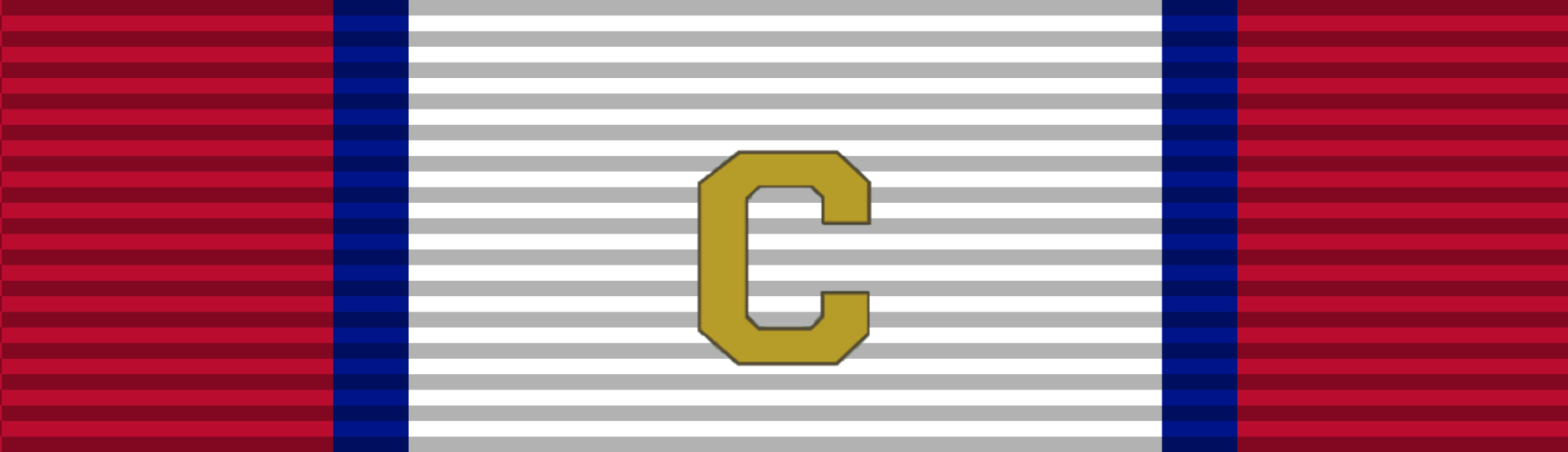
Army Distinguished Service Ribbon avec "C" Device
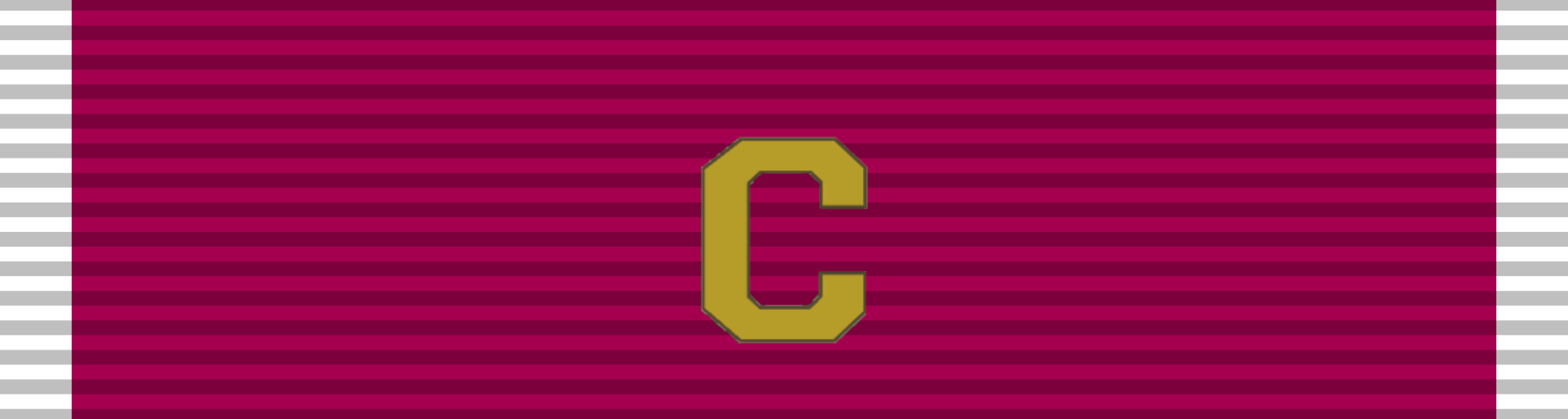
Legion of Merit Ribbon avec "C" Device
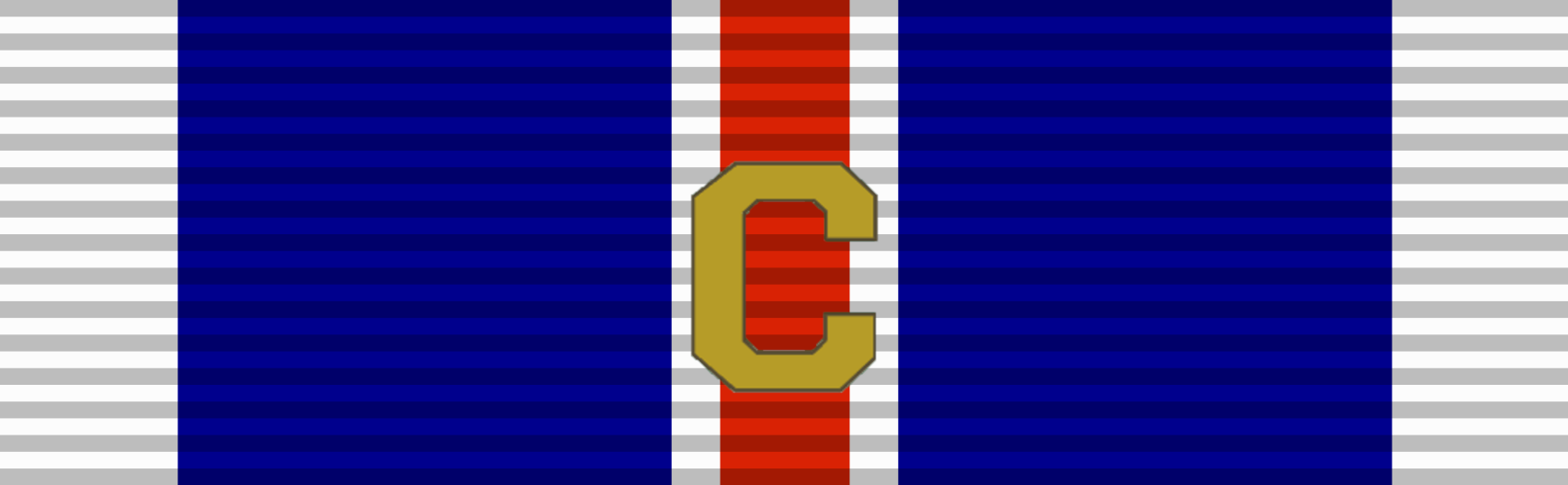
Distinguished Flying Cross Ribbon avec "C" Device
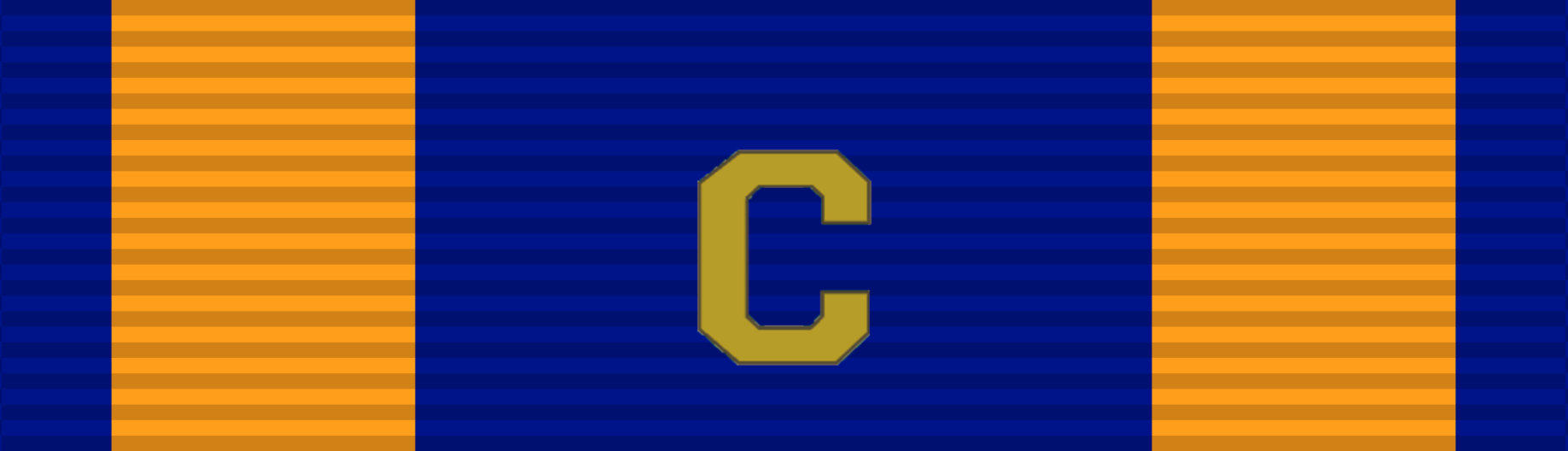
Air Medal Ribbon avec "C" Device
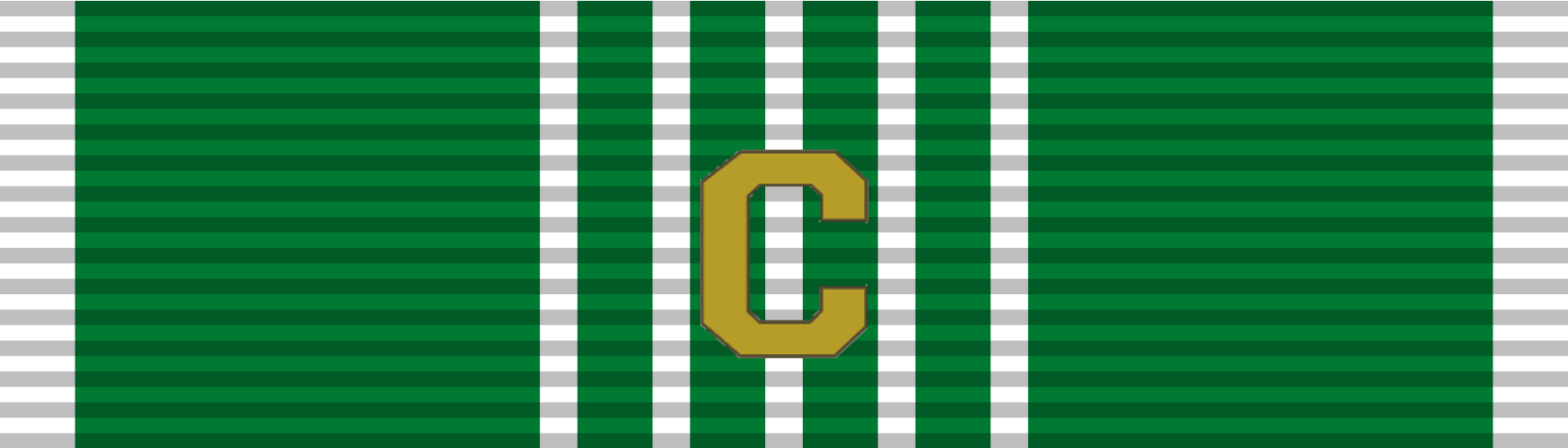
Army Commendation Ribbon avec "C" Device
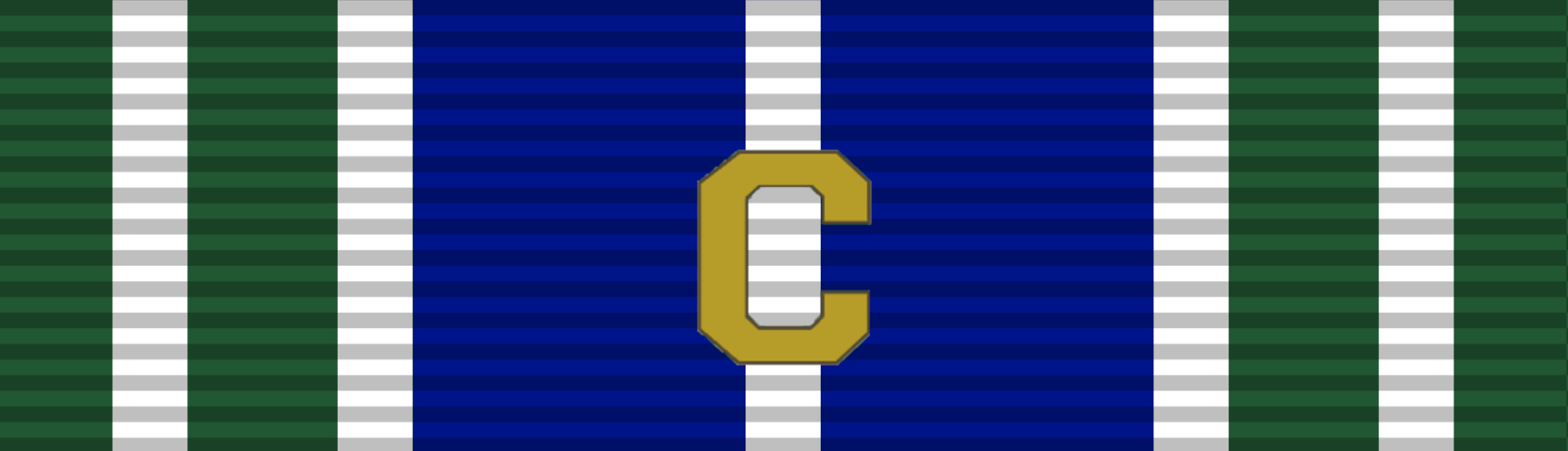
Army Achievement Ribbon avec "C" Device

## Source
- (en) Cet article est partiellement ou en totalité issu de l’article de Wikipédia en anglais intitulé « "C" device » (voir la liste des auteurs).